# Famed

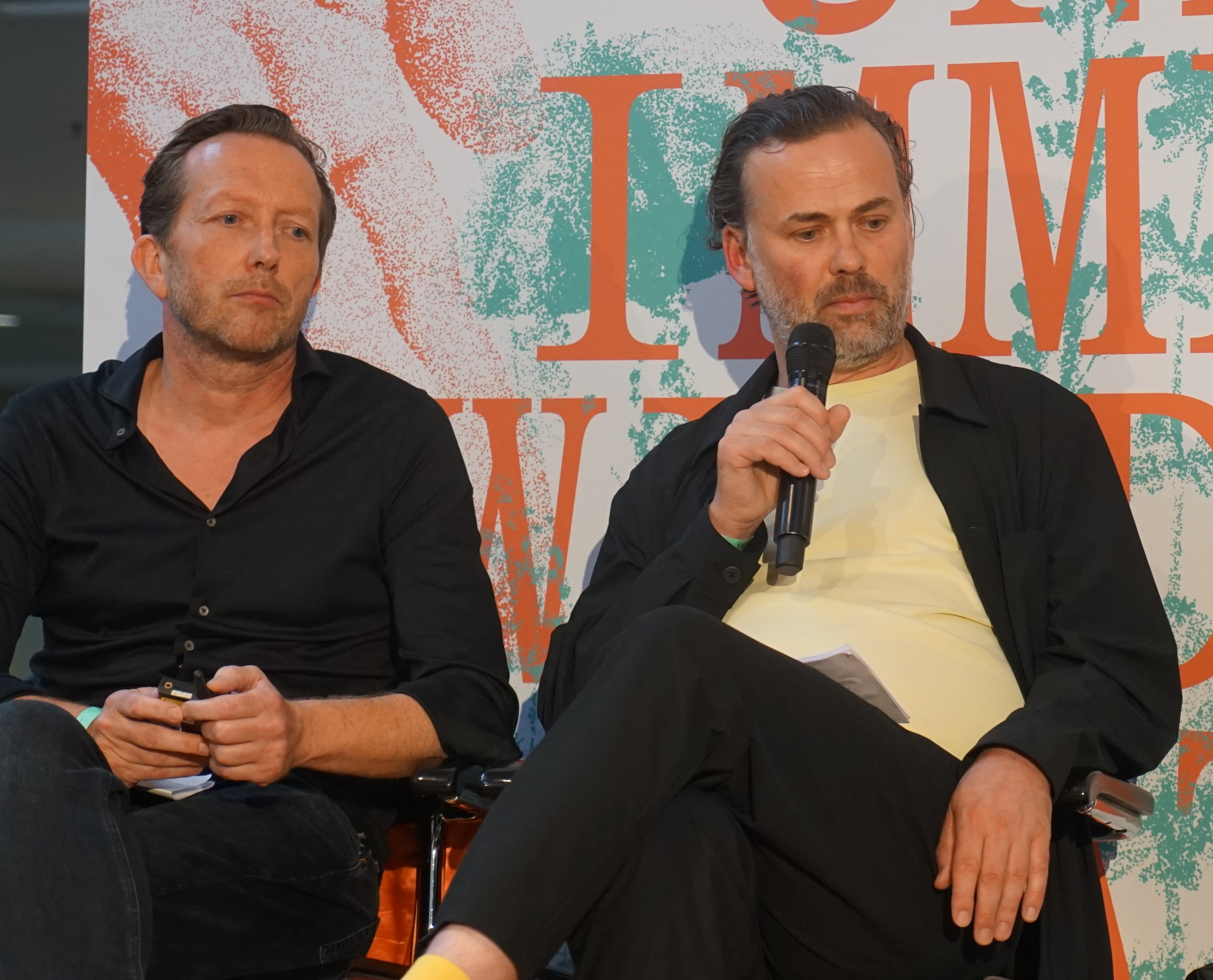
FAMED (Jan Thomaneck & Sebastian M. Kretzschmar), 2025

FAMED ist eine Künstlergruppe, die 2003 gegründet wurde. Famed leben und arbeiten in Leipzig.

## Werk
Jörg van den Berg schreibt zu den Installationen der Künstler, Bedeutungsproduktion, Wirklichkeitsanspruch, Repräsentationsgrad und Warenförmigkeit der Kunst sowie die Gesamtheit ihrer sozialen und politischen Bedingungen werden in den Arbeiten von FAMED immer wieder mit der Eigengesetzlichkeit der Kunst und des Betriebssystems Kunst gebrochen.

## Ausstellungen

### Einzelausstellungen (Auswahl)
- 2015 Privileg der Umstände, BSMNT, Leipzig
- 2015 Building Something Out of Something, Arbeitswohnung Stiftung Federkiel, Leipzig
- 2014 Solo Alabama Sir, Leipzig
- 2013 Hallo Westen!, Kunsthalle Bremerhaven, Bremerhaven
- 2013 I Feel Mysterious Today, C/E/P Bukarest, ROU
- 2013 Wallwork #9, L40, Berlin
- 2012 Cinema, Auf AEG, Nürnberg
- 2012 Was tun?, Galerie ASPN, Leipzig
- 2011 Gelegenheit zum Irrtum, Steinle Contemporary, München
- 2011 Vor den Dingen, nach dem Affekt, Lokremise, Kunstmuseum St. Gallen, CH[2]
- 2010 Exil des Möglichen, Museum der bildenden Künste, Leipzig (Kunstpreis der Sachsen Bank, Katalalog)
- 2010 Allegorie und Versprechen, Columbus Art Foundation, Leipzig (Katalog)
- 2009  Out Of Place, Galerie ASPN, Leipzig
- 2008 Leur art et leur temps, Raum für aktuelle Kunst, Luzern
- 2008 Is This Happening?, Steinle Contemporary, München
- 2006 Whity, Galerie ASPN, Leipzig
- 2005 Staging Bad Attitude, VTO Gallery, London,
- 2003 Untitled, Laden für Nichts, Leipzig

## Preise und Auszeichnungen
- Kunstpreis der Columbus Art Foundation
- Kunstpreis der Sachsen Bank
- Marion Ermer Preis
- Artist in residence, Cité Internationale des Arts, Paris
- Artist in residence, CCA Andratx, Mallorca
- Artist in residence, Lokremise / Kunstmuseum St. Gallen
- Artist in residence, Schleswig-Holstein-Haus, Rostock
- »Signifikante Signaturen«, Publikationsstipendium der Ostdeutschen Sparkassenstiftung
- Landesgraduiertenstipendium des Freistaates Sachsen
- Stipendium in der Deutschen Akademie Rom Villa Massimo 2019/2020[3]